# Mandevilla martii
Mandevilla martii là một loài thực vật có hoa trong họ La bố ma. Loài này được (Müll.Arg.) Pichon mô tả khoa học đầu tiên năm 1948.